# Gamla hamnen, Jakobstad

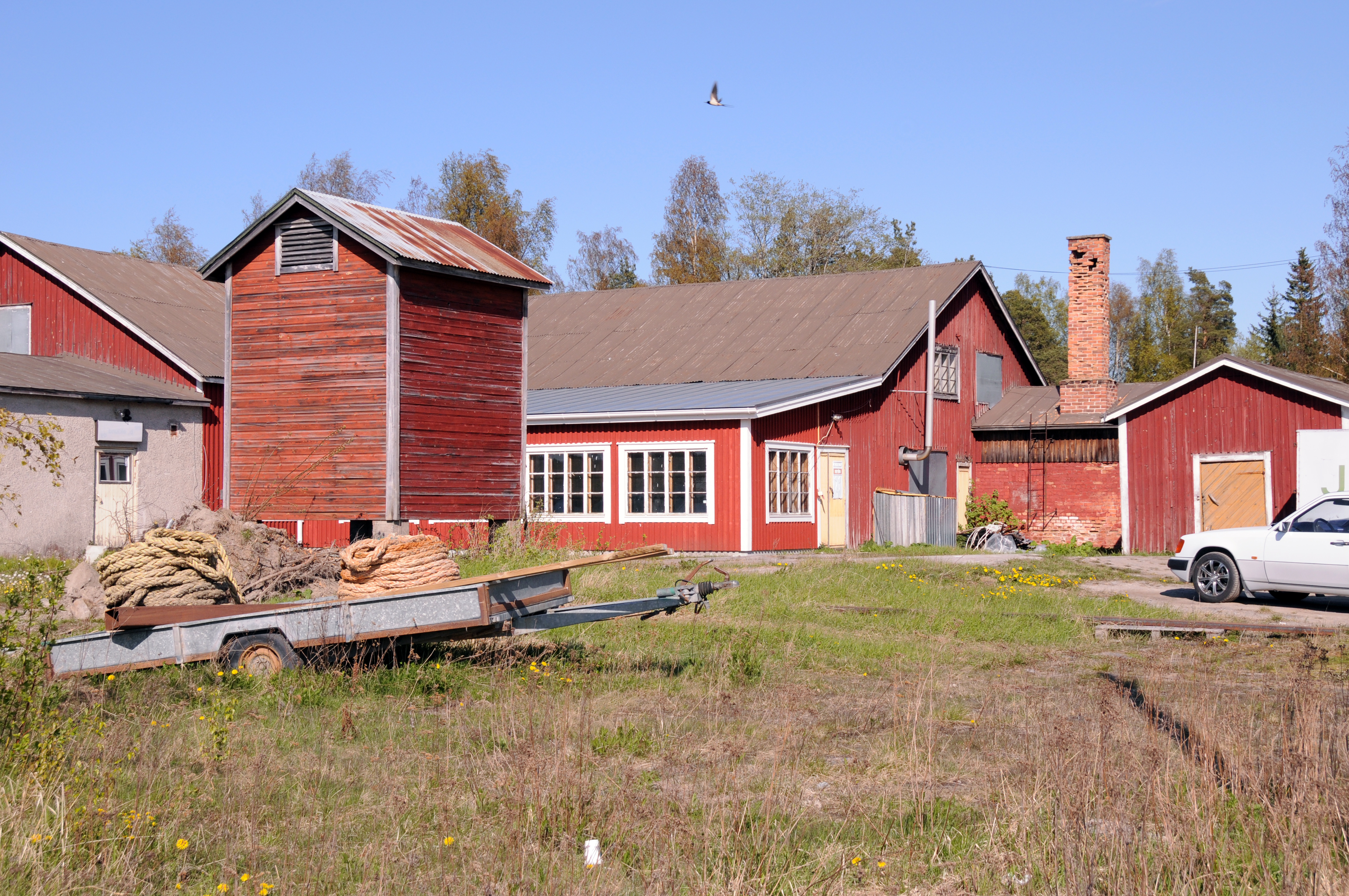
Träbyggnader i gamla hamnen.

Gamla hamnen eller Gamla hamn är ett hamnområde i Jakobstad i Österbotten. Gamla hamn och Kittholmen ligger ungefär en kilometer från Jakobstads centrum. Här låg Jakobstads hamn fram till 1800-talets mitt, med ett sjudande företagsliv kring den viktiga sjöfarten. Numera är Gamla hamn främst ett omtyckt rekreationsområde med sandstrand, vacker skog, småbåtshamn och historien närvarande i de rödmålade båthusen och Skeppsgården med galeasen Jakobstads Wapen och krigsskadeståndsskonaren Vega.

## Historik
Namnet Kittholmen finns inskrivet på kartor från slutet av 1600-talet, då med namnet ”Kythollmen”, som kommer från ordet ”kytland”. Verbet ”kytta” betyder enligt ett svenskt dialektlexikon ”att bränna svedjeland, det vill säga att antända högar av ris och torv för att genom askan göda jorden”. Ordet Kytland kan också jämföras med det finska ordet ”kytö”, på svenska 'sved(en)'. På jakobstadsdialekt används ännu begreppet ”kyta” i betydelsen att något brinner eller mognar långsamt.

### Namnet
Själva namnet Gamla hamn går tillbaka till senare delen av 1800-talet, då staden redan fått en ny hamnanläggning längre ut vid stranden av Alholmen. Gamla hamn kom att ha sin största betydelse från 1600-talets början till 1830-talet, och då tjärhandeln i slutet av 1850-talet upphörde förlorade Gamla hamn också sin funktion som upplagsplats för tjära. Därefter kan man säga att hamnen degraderades till en småbåts- och fiskehamn, och idag är det fritidsbåtarna som dominerar hamnviken.
Gamla hamns historia går mycket längre tillbaka än 1652, då Jakobstad grundades. Det var på grund av hamnen som staden anlades just på den plats där den ligger idag. 1652 skrev Ebba Brahe i sitt fundationsbrev till sin fogde, Henric Tavast på Pinnonäs gård, att han skulle se ut en lämplig plats för staden invid den så kallade Pedersöre hamn, som då omfattade Gamla hamn och dess fortsättning inåt land, det som senare kallades Stadssundet.

### Skeppsvarv och beckbruk
Till hamnområdet i Jakobstad drogs naturligtvis olika slag av industrier och fabriker, både större och mindre. De äldsta produktionsgrenarna var sådana som hörde ihop med sjöfarten och skeppsvarven.
Jakobstads första fabrik, beckbruket, anlades år 1753 vid Gamla hamn söder om hamnviken. Produktionen var som störst under 1700-talet med cirka 1500 tunnor beck per år, och under 1800-talets början cirka 1000 tunnor årligen. På 1880-talet användes beckbruket för sista gången.
Omkring år 1800 anlades en repslagarbana på Kittholmen. För ändamålet röjdes en rak och bred gata genom skogen. Repslagarbanan är en framträdande lämning av ett hantverk som var så viktigt för skeppsbygget. Inom Gamla hamnområdet har flera mindre och större arbetsplatser funnits, allt från smedjor till mekaniska verkstäder, från matförsäljning till ölbryggeri. Det kan till slut konstateras att Gamla hamn var stadens viktigaste industriområd så länge hamnviken kunde fungera som stadens hamn till mitten av 1800-talet.

### Skogen på Kittholmen
Skogen på Kittholmen blev skyddad redan på 1700-talet. Träden skyddade verksamheten i hamnen mot de hårda vindarna. Eftersom skogen fortsättningsvis är skyddad, är den den äldsta skyddade skogen i Finland.

### Rekreation och småbåtshamn
Sedan Gamla hamnområdet förlorade sin ekonomiska betydelse, har området blivit allt viktigare som rekreationsområde. På Kittholmen byggdes sommarstugor redan i slutet av 1800-talet. Likaså uppförde Jakobstads Frivilliga Brandkår här en festplan 1890, som sedan har använts sommartid för allehanda nöjestillställningar.
1981 hade en motion lämnats in till stadsfullmäktige om en satsning på Gamla hamn-området och att Jakobstad som en sjöfartsstad skulle återuppväckas. 1984 tillsattes en arbetsgrupp som senare ledde till Gamla Hamn Ab, Jacobstads Wapen, FantaSea-parken och i förlängningen bildandet av Vega-stiftelsen.
Genom muddringar, som genomfördes under 1984 till 1986, ökades också områdets attraktionsvärde och skapades nya möjligheter till en levande småbåtshamn. Gamla hamnområdet har skonats från en alltför livlig exploatering, vilket också betyder att det inom området finns kvar många synliga lämningar efter verksamheter i Gamla hamn.

## Småbåtshamnen
Småbåtshamnen i Gamla hamn sträcker sig längs båda sidorna av hamnviken. Båtplatserna hyrs ut av Centralen för tekniska tjänster/kommunaltekniska avdelningen.
Jakobstads hamn vid Alholmen fungerar idag som stadens djuphamn.